# William Russell (8. książę Bedford)
William Russell (ur. 1 lipca 1809, zm. 27 maja 1872) – brytyjski arystokrata i polityk, jedyny syn Francisa Russella, 7. księcia Bedford i Anny Marii Russell, córki 3. hrabiego Harrington.
Kształcił się w Eton College i Christ Church w Oksfordzie. Swoją karierę polityczną związał z Partią Liberalną. Z jej ramienia zasiadał w latach 1832–1835 w Izbie Gmin z okręgu Tavistock. Po śmierci ojca w 1861 r. odziedziczył tytuł księcia Bedford, który uprawniał do zasiadania w Izbie Lordów.
Książę Bedford zmarł nagle w wieku 63. lat i został pochowany w Chenies w hrabstwie Buckinghamshire. Nigdy się nie ożenił i nie pozostawił potomstwa. Wszystkie jego tytuły przejął jego kuzyn, Francis.